# Malem Niani
Malem Niani – miasto w Senegalu, w regionie Tambacounda.